# Praesus
Praesus is een geslacht van wantsen uit de familie van de Acanthosomatidae (Kielwantsen). Het geslacht werd voor het eerst wetenschappelijk beschreven door Carl Stål in 1872.

## Soorten
Het genus bevat de volgende soort:

- Praesus incarnatus Stål, 1872